# Olive Loughnane
Olive Loughnane, född den 14 januari 1976 Cork, är en irländsk friidrottare som tävlar i gång.
Loughnane deltog vid Olympiska sommarspelen 2000 där hon slutade på en 35:e plats. Vid VM 2001 blev hon trettonde, samma placering nådde hon vid EM 2002 i München.
Vid Olympiska sommarspelen 2004 bröt hon tävlingen men vid nästa olympiska spel, 2008 i Peking slutade hon på en sjunde plats. Hennes främsta merit är från VM 2009 i Berlin då hon slutade tvåa bakom Olga Kaniskina.

## Personliga rekord
- 20 km gång - 1:27.45